# Lenarczyce
Lenarczyce – wieś sołecka w Polsce, położona w województwie świętokrzyskim, w powiecie sandomierskim, w gminie Obrazów.
Prywatna wieś szlachecka Lenarcice położona była w drugiej połowie XVI wieku w powiecie sandomierskim województwa sandomierskiego. W latach 1975–1998 miejscowość administracyjnie należała do województwa tarnobrzeskiego.
Przez Lenarczyce przebiega droga krajowa nr 77 z Lipnika do Przemyśla.

## Części wsi
| SIMC    | Nazwa        | Rodzaj    |
| ------- | ------------ | --------- |
| 0800835 | Kłajpeda     | część wsi |
| 0800841 | Koło Szosy   | część wsi |
| 0800858 | Łupicha      | część wsi |
| 0800864 | Na Prochowni | część wsi |
| 0800870 | Wymysłów     | część wsi |

## Historia
W wieku XV Rynarczyce (obecnie Lenarczyce). Według registru poborowego powiatu sandomierskiego z 1508 r. wieś Rynarczyce, Pełczyce, Wysokie i inne, własność Pawła Lipnickiego, płaciły poboru 7 grzywien. Rynarczyce, Wrzazów, własność Mikołaja Wrzazowskiego, płaciły poboru 1 grzywę i 8 groszy (Pawiński, Małop. 457, 461).
W wieku XIX Lenarczyce wieś w powiecie sandomierskim, gminie i parafii Obrazów, od Sandomierza wiorst 6. W 1883 – gruntu mórg 899, w tym 245 włościańskiej domów 30, osad 28, mieszkańców 62. We wsi był młyn wiatraczny.
W 1827 r. było 25 domów, 108 mieszkańców.
Długosz wspomina tę wieś pod nazwą Rynarczyce (Długosz L.B. T.II, s. 353 i 354).
Na sejmie z roku 1786 stany Rzeczypospolitej dozwoliły Adamowi Podoskiemu, podkomorzemu różańskiemu, zamiany dóbr narodowych Brzeskiej Woli i innych za dobra jego dziedziczne Niedomice i inne w powiecie pilzeńskim, jako też Lenarczyce w powiecie sandomierskim leżące. Kiedy jednakże komisja, do tej zamiany wyznaczona, nakazała dopłatę pewnej sumy do skarbu Podoskiemu, dla zrównoważenia wartości dóbr narodowych a Podoski opierał się tejże sumy wypłacie wówczas na sejmie warszawskim z r. 1773–1775 stany rzplitej uchwaliły, że w razie wykazania przez Podoskiego w asesorii koronnej niesłuszności żądanej od niego dopłaty, zamiana ta ma być uchylona i on do swoich dóbr, dawniej jego dziedzicznych, ma być przywrócony.